# Стрельба в Чесапике (2022)
Стрельба в Чесапике — массовое убийство, произошедшее 22 ноября 2022 года в супермаркете Walmart в Чесапике (штат Виргиния, США). Андре Маркус Бинг открыл огонь по своим коллегам, убил 6 человек, ранил 4 и покончил с собой.

## Стрельба
Полиция отреагировала на сообщения о стрельбе в магазине в 22:12. В течение 35-40 минут сотрудники обнаружили в здании несколько жертв, в том числе одну возле входа. Стрелявший был среди погибших. Хотя точное число погибших неизвестно, полиция сообщила, что их было «менее десяти».

## Преступник
Хотя полиция не раскрыла, кто преступник, на видео, снятом предполагаемым сотрудником магазина после стрельбы, утверждается, что стрелком был менеджер ночной смены Андре Маркус Бинг. По свидетельству очевидца, Бинг «сорвался» перед тем, как застрелить женщину, убивая сотрудников в комнате отдыха, прежде чем сделать не менее десяти выстрелов в продуктовых рядах.
Хотя причастность Бинга ещё не подтверждена, следователи заявили, что, по их мнению, стрелок был действующим или бывшим сотрудником, возможно, менеджером, который стрелял в сотрудников в комнате отдыха.

## Расследование
Ведется совместное расследование Департамента полиции Чесапика и Бюро по алкоголю, табаку, огнестрельному оружию и взрывчатым веществам.

## Последствия
После стрельбы в Чесапикском конференц-центре был открыт центр воссоединения семей.

## Реакция
Сенатор Марк Уорнер сказал, что его тошнит от стрельбы.
Сенатор от Вирджинии Луиза Лукас, которая представляет 18-й округ Сената Вирджинии, в который входит Чесапик, заявила, что она «убита горем из-за того, что последняя массовая стрельба в Америке произошла в магазине Walmart в моем округе», и призвала к решению проблемы насилия с применением огнестрельного оружия в Соединенных Штатах.